# جرالد جی فیشمن
جرالد جی فیشمن (انگلیسی: Gerald J. Fishman؛ زاده ۱۰ فوریه ۱۹۴۳) یک فیزیک‌دان، و ستاره‌شناس اهل ایالات متحده آمریکا است.